# Giampaolo Saccarola
Giampaolo Saccarola (Venezia, 23 aprile 1952 – Roma, 28 novembre 1991) è stato un attore e doppiatore italiano.

## Biografia
Di padre veneto e madre siciliana, si diploma all'Accademia nazionale d'arte drammatica a Roma, ha lavorato con registi quali Marco Bellocchio, Michelangelo Antonioni, Lucio Fulci e Dario Argento, interpretando film come Identificazione di una donna, ...e tu vivrai nel terrore! - L'aldilà, Quella villa accanto al cimitero e Tenebre. Ha recitato anche nella quarta miniserie dello sceneggiato televisivo Rai La piovra. Era attivo anche come doppiatore, nelle file della S.A.S. - Società Attori Sincronizzatori.
È morto il 28 novembre 1991 a 39 anni in seguito alle conseguenze di un incidente stradale, dopo due mesi di coma.

## Filmografia
- Un uomo in ginocchio, regia di Damiano Damiani (1978)
- L'avvertimento, regia di Damiano Damiani (1980)
- Salto nel vuoto, regia di Marco Bellocchio (1980)
- ...e tu vivrai nel terrore! - L'aldilà, regia di Lucio Fulci (1981)
- Quella villa accanto al cimitero, regia di Lucio Fulci (1981)
- Gli occhi, la bocca, regia di Marco Bellocchio (1982)
- Identificazione di una donna, regia di Michelangelo Antonioni (1982)
- Tenebre, regia di Dario Argento (1982)
- Chewingum, regia di Biagio Proietti (1984)
- La piovra, regia di Damiano Damiani – miniserie TV, ultima puntata (1984)
- Caccia al ladro d'autore – serie TV, 1 episodio (1985)
- Morirai a mezzanotte, regia di Lamberto Bava (1986)
- Una notte al cimitero, regia di Lamberto Bava (1987)
- Diventerò padre, regia di Gianfranco Albano (1987)
- Due fratelli, regia di Alberto Lattuada – miniserie TV (1988)
- La piovra 4, regia di Luigi Perelli – miniserie TV (1989)
- Ho vinto la lotteria di capodanno, regia di Neri Parenti (1989)
- Il prete bello, regia di Carlo Mazzacurati (1989)
- Le comiche, regia di Neri Parenti (1990)
- Americano rosso, regia di Alessandro D'Alatri (1991)
- Felipe ha gli occhi azzurri, regia di Gianfranco Albano – miniserie TV (1991)

## Doppiaggio
- Treat Williams in Hair
- Dennis Quaid in All American Boys
- Alan Oppenheimer in La storia infinita
- Marvin J. McIntyre in Corto circuito
- Patrick Swayze in I ragazzi della 56ª strada
- Dan Hicks in La casa 2
- Richard Moll in Chi è sepolto in quella casa?
- Wings Hauser in Police Station - Turno di notte
- William Forsythe in Ricercati: ufficialmente morti
- Willy Schäfer in L'ispettore Derrick
- Gottfried John in Berlin Alexanderplatz
- Simon Callow in Amadeus
- Stephen King in Creepshow
- Michael Aronin in Cruising
- Joe Morton in Destini (solo come Gil Fenton)
- Paul Reubens in Navigator